# Университет имени Ким Ир Сена
Дважды ордена Ким Ир Сена университет имени Ким Ир Сена (кор. 《김일성훈장》을 두번 수여받은 김일성종합대학?, 《金日成勳章》을 두番 授與받은 金日成綜合大學?, «Ким Ильсон хунджан»-ыль тубон суё падын Ким Ильсон Чонхап Тэхак) — крупнейшее высшее учебное заведение КНДР, «высший храм чучхейского образования и мощная база для подготовки национальных кадров страны».
Университетский городок расположен в Тэсонском районе Пхеньяна и занимает площадь 1,56 квадратного километра.

## История
Подготовка к созданию университета началась весной 1946 года. Основан 1 октября 1946 года (это было первое высшее учебное заведение, открытое на территории КНДР). Изначально, в 1946 году имелось 60 преподавателей и 3 тыс. студентов.
На базе выделившихся из университета факультетов в 1948 году были созданы Политехнический университет имени Ким Чхэка, Пхеньянский медицинский институт, а в 1948-1949 гг. — сельскохозяйственный институт в Вонсане.
В 1973 году был открыт и введён в эксплуатацию второй корпус университета (22-этажное здание).
В 1974 году здесь было десять факультетов (исторический, философский, политэкономии, юридический, филологический, иностранных языков и литератур, географический, геологический, физико-математический и химико-биологический), вечернее отделение, подготовительное отделение и библиотека.
В 1979 году на 80 кафедрах работали свыше тысячи человек профессорско-преподавательского состава, университет являлся крупнейшим высшим учебным заведением страны; помимо пяти учебных корпусов на сопке Рённам в его состав входили библиотека, лаборатории, Музей естественных наук, издательство, типография, завод опытных и экспериментальных приборов, поликлиника, а также кинотеатр, общежития, столовые и другие объекты инфраструктуры, численность студентов составляла около 16 тыс. человек. В 1988 году численность студентов составляла около 18 тыс. человек.
Университет дважды награждён Орденом Ким Ир Сена.
В университете обучались многие представители партийно-государственной элиты КНДР, включая руководителей страны Ким Чен Ира и Ким Чен Ына.
Ректоры
- Хо Хон (1948—1951)
- Ю Сен Хун (до 1958, по некоторым сведениям считается первым ректором[8])
- Чжи Чан Чик (1979—1986)
- Пак Гван О (1986—2004)
- Сон Сан Риб (2004—2013)
- Тхэ Хен Чхоль (2013—2019)

## Современное состояние
В настоящее время университет объединяет 3 института (юридический, литературный и компьютерный), 13 факультетов (экономический, исторический, философский, иностранных языков и литературы, физический, механико-математический, химический, науки жизни, науки окружающей среды Земли, геологический, атомной энергии, физкультуры, переподготовки кадров), более 10 НИИ и научных центров.
Также в составе университета находятся естественнонаучный музей, библиотека, издательство, типография, Дом спорта, общежития и т. п.
В университете работает более 2000 преподавателей, в том числе 400 академиков, членов-корреспондентов АН, профессоров и докторов наук.
Обучается более 10 000 студентов.

## Международные связи
В силу закрытого характера северокорейского общества международные связи университета развиты слабо, однако осуществляется взаимодействие с некоторыми вузами Китая и России.
В частности, в 2005 году было подписано соглашение между Дальневосточным государственным университетом во Владивостоке и Университетом им. Ким Ир Сена о сотрудничестве. В 2015 году между Новосибирским государственным университетом и Университетом Ким Ир Сена также было подписано соглашение.